# Joseph Akhasamba
Joseph Akhasamba (Nairobi, 20 de junho de 1963) é um ex-boxeador do Quênia, que representou o seu país natal em dois Jogos Olímpicos consecutivos, com início em 1988. Ele ganhou a medalha de ouro na divisão de peso leve masculino (- 81 kg) nos Jogos da Commonwealth de 1990 em Auckland, Nova Zelândia.